# Bisdom Fairbanks
Het bisdom Fairbanks (Latijn: Dioecesis de Fairbanks) is een rooms-katholiek bisdom met als zetel Fairbanks, in de Amerikaanse staat Alaska. Het bisdom is suffragaan aan het aartsbisdom Anchorage-Juneau. 

## Geschiedenis
Het bisdom werd opgericht op 27 juli 1894, als de apostolische prefectuur Alaska, uit delen van het bisdom New Westminster en het aartsbisdom Victoria. Op 22 december 1916 werd het verheven tot apostolisch vicariaat. Op 8 augustus 1962 werd het verheven tot bisdom, met de naam bisdom Fairbanks, en viel als immediatum direct onder de Heilige Stoel. Op 22 januari 1966 werd het suffragaan aan het aartsbisdom Anchorage. 
Het bisdom verloor gebied bij de oprichting van het bisdom Juneau (1951) en het aartsbisdom Anchorage (1966). 

## Parochies
Het bisdom had in 2023 een oppervlakte van 1.061.508 km2 en telde 164.727 inwoners waarvan 7,2% rooms-katholiek was.

## Ordinarii

### Apostolische prefecten
- Paschal Tosi (27 juli 1894 - 13 september 1897)
- Jean-Baptiste René (16 maart 1897 - 28 maart 1904)

### Apostolisch vicarissen
- Joseph Raphael John Crimont (prefect: 28 maart 1904, apostolisch vicaris: 22 december 1916 - 20 mei 1945)
- Walter James Fitzgerald (20 mei 1945 - 19 juli 1947; coadjutor sinds 14 december 1938)

### Bisschoppen
- Francis Doyle Gleeson (apostolisch vicaris: 8 januari 1948, bisschop: 8 augustus 1962 - 15 november 1968)
  - George Theodore Boileau (coadjutor: 21 april 1964 - 25 februari 1965)
- Robert Louis Whelan (15 november 1968 - 1 juni 1985; coadjutor sinds 6 december 1967)
- Michael Joseph Kaniecki (1 juni  1985 - 6 augustus 2000; coadjutor sinds 8 maart 1984)
  - Michael William Warfel (apostolisch administrator: 23 oktober 2001 - 7 juni 2002)
- Donald Joseph Kettler (21 mei 2002 - 20 september 2013)
  - Roger Lawrence Schwietz (apostolisch administrator: 20 september 2013 - 15 december 2014)
- Chad William Zielinski (8 november 2014 - 12 juli 2022)
  - Andrew Eugene Bellisario (apostolisch administrator: 27 september 2022 - 12 oktober 2023)
- Steven John Maekawa (11 juli 2023 - heden)

## Galerij van afbeeldingen

Wapen van het bisdom
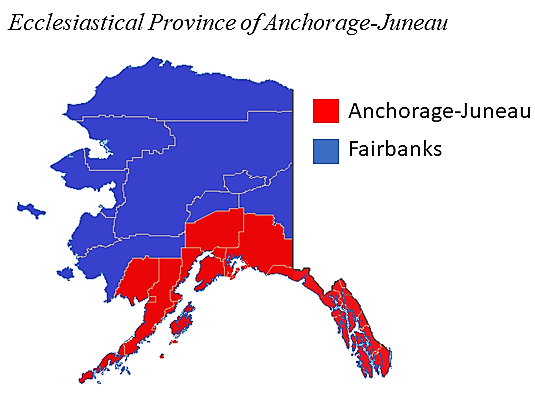
Kerkprovincie met aartsbisdom en suffragane bisdommen
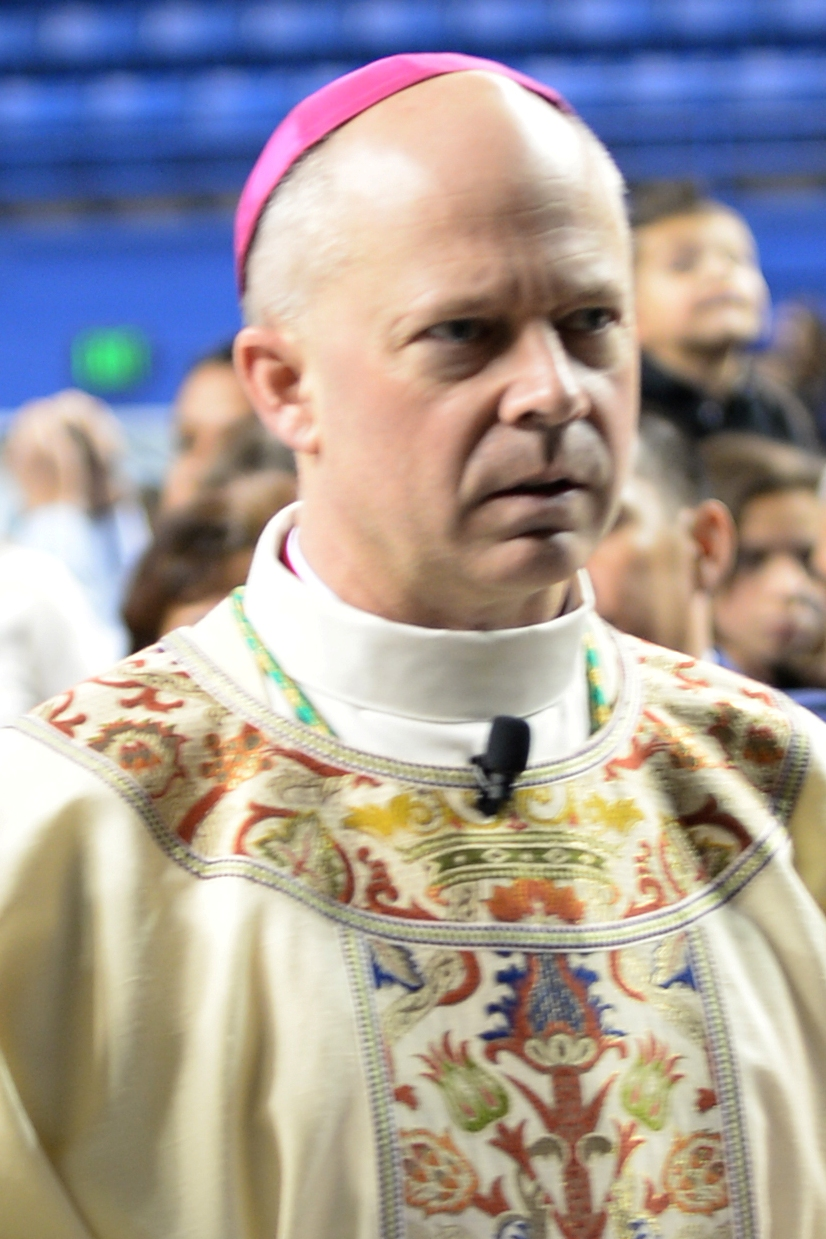
Bisschop Chad Zielinski (2014-2022)

Anchorage-Juneau (aartsbisdom) · Fairbanks